# Двејн Ли Бејкон
Двејн Ли Бејкон (енгл. Dwayne Lee Bacon; Лејкланд,Флорида 30. август 1995.) професионални је амерички кошаркаш који тренутно наступа за Шангај Шарксе у кинеској кошаркашкој лиги. Наступао је за Шарлот хорнетсе и Орландо меџик у НБА лиги. Бејкон је играо колеџ кошарку за Флорида Стејт Семинхолсе. 

## Каријера у средњој школи
Двејн Бејкон је похађао МекКил академију у свом родном граду Лејкланду на Флориди, након тогао прешао је на ИМГ академију у граду Брејдентону где је играо своју јуниорску сезону. На академији МекКил, Бејкон је просечно бележио 23 поена, 7 скокова и 3 украдене лопте као ученик друге године 2012-2013. Са МекКил-ом стигао је до скора 17-8 и до полуфинала регионалног турнира ФХСАА шампионата 2013. У својој јуниорској сезони на ИМГ академији, Бејкон је био водећи стрелац ИМГ-а. У својој јединој сезони на ИМГ академији на 12 утакмица просечно је бележио 19,3 поена и 4 асистенције, уз шут из игре 42% и 70% са линије за слободна бацања. Бејкон је касније прешао на Оук Хил академију где је играо своју сениорску сезону. Двејн Бејкон је прихватио понуду колеџа Флорида Стејт и поред понуда колеџа Оклахома Стејт, Џорџа Тек и Оберн. У својој последњој сезони у Оук Хилу био је непоражен у регуларном делу сезоне са скором 45-0, просечно је бележио 24,4 поена, 4,4 скока, 3,4 асистенције и 2,2 украдене лопте по утакмици. Био је на 14. месту на ранг листи 100 најбољих матураната према ЕСПН-у. Наступао је три сезоне на Showtime Ballers AAU програму у Орланду.

## Каријера на колеџу
5. септембра 2015, Бејкон је потписао уговоро са колеџом Флорида Стејт. Као бруцош 21. новембра 2015. добио је награду за бруцоша недеље од стране тв станице ЦБС Спортс. На својој првој утакмици је постигао 23 поена, 8 скокова уз 2 украдене лопте и једне асистенције. Своју прву победу остварио је над Чарлстон Саутерном, где је забележио 20 поена и 10 скокова. Одиграо је сваку утакмицу у сезони и просечно је бележио 15,8 поена и 5,8 скокова за 28 минута проведених на паркету. 23. марта, на друштвеној мрежи Твитер најавио је да ће истражити могућност изласка на НБА драфт 2016. Није ангажовао агента и тако задржао могућност да се врати на Флорида Стејт у сезони 2016-17. 28. марта најавио је да ће се вратити на колеџ.
Током своје друге сезоне, Бекон је именован за члана All-ACC другог тима након добрих партија на Флорида Стејту те сезоне. Након што је његов тим елиминисан са НЦАА турнира 2017, Бејкон се пријавио за НБА драфт 2017 (уз обавезу да ће наћи агента).

## Професионална каријера
22. јуна 2017, на НБА драфту 2017. Бејкона су изабрали Њу Орлеанс Пеликанси, као 40. пика. Касније је трејдован у Шарлот Хорнетсе. 6. јула потписао је уговор за Хорнетсе. 18. октобра дебитовао је у НБА лиги, где је у поразу против Детроит Пистонса забележио 8 поена, уз 2 скока и асистенције. 3. Новембра постигао је рекордних 18 поена и 7 скокова, у поразу против Сан Антонио Спарса. Бејкон је у својој руки сезони одиграо 53 утакмице, где је 6 пута почињао као стартер. Просечно је бележио 3,3 поена и 2,3 скока по утакмици.
26. марта 2019, Бејкон је постигао рекордних 24 поена, уз 6 скокова и 3 украдене лопте, у победи против Сан Антонио Спарса након продужетка. Током своје друге сезоне одиграо је само 43 утакмице и 13 пута је стартовао због боравка у НБА Г лиги са развојним тимом Хорнетса, Гринсборо Сварм. Међутим његове статистичке бројке су биле боље, бележио је 7,3 поена по утакмици.
2. новембра 2019, Бејкон је у победи над Голден Стејт Вориорсима постигао рекордних 25 поена, уз 6 скокова, 2 асистенције и 2 украдене лопте. Током своје треће сезоне, Бејкон је постизао само 5,7 поена у просеку. У јуну 2020. изјавио је да неће играти за Хорнетсе и да ће отићи негде другде.

### Орландо Меџик (2020–2021)
24. септембра Бејкон је потписао уговор са тимом из свог родног града, Орландо Меџиком. Дебитовао је 23. децембра, забележивши три скока и три асистенције у победи над Мајами Хитом. 7. маја 2021, поставио је нови рекорд каријере 28 поена, уз 4 скока и 2 асистенције, у поразу од Шарлот Хорнетса. Током сезоне 2020-21, Бејкон је одиграо све 72 утакмице, 50 пута је стартовао и просечно бележио 10,9 поена по утакмици. 8. августа, отпуштен је од стране Меџика.
19. августа 2021, Бејкон је потписао уговор са Њујорк Никсима, али је отпуштен 14. октобра. 

### АС Монако (2021–2022)
26. октобра 2021, потписао је уговор са француским АС Монаком. Током сезоне у Евролиги је просечно бележио 13,8 поена и 3,1 скок.
26. септембра 2022, потписао је уговор са Лос Анђелес Лејкерсима, али је отпуштен 8. октобра. 

### Панатинаикос (2022–2023)
21. октобра 2022, Бејкон је потписао двогодишњи уговор (са неколико клаузула за одлазак) са грчким Панатинаикосом.
28. априла 2023, отпуштен је из тима усред плеј-офа Грчке кошаркашке лиге због низа дисциплинских прекршаја које је играч починио током сезоне.
У 27 одиграних утакмица у Евролиги, просечно је бележио 16,6 поена, 3,5 скокова и 2 асистенције, играјући 31 минут по утакмици. Поред тога у грчкој лиги просечно је бележио 13,2 поена, 3,9 скокова и 2,3 асистенције, играјући око 24 минута у просеку.

## Статистика

### НБА

###### Регуларни део сезоне
| Сезона  | Екипа           | ОУ  | СУ | МПУ  | ПШ%  | 3П%  | СБ%  | СПУ | АПУ | УПУ | БПУ | ППУ  |
| ------- | --------------- | --- | -- | ---- | ---- | ---- | ---- | --- | --- | --- | --- | ---- |
| 2017–18 | Шарлот Хорнетси | 53  | 6  | 13.5 | .375 | .256 | .899 | 2.3 | .7  | .3  | .0  | 3.3  |
| 2018–19 | Шарлот Хорнетси | 43  | 13 | 17.7 | .475 | .437 | .739 | 2.1 | 1.1 | .3  | .1  | 7.3  |
| 2019–20 | Шарлот Хорнетси | 39  | 11 | 17.6 | .348 | .284 | .660 | 2.6 | 1.3 | .6  | .1  | 5.7  |
| 2020–21 | Орландо Меџик   | 72  | 50 | 25.7 | .402 | .285 | .824 | 3.1 | 1.3 | .6  | .1  | 10.9 |
| Укупно  | Укупно          | 207 | 80 | 19.4 | .402 | .314 | .780 | 2.6 | 1.1 | .5  | .1  | 7.3  |

### Колеџ
| Сезона  | Екипа         | ОУ | СУ | МПУ  | ПШ%  | 3П%  | СБ%  | СПУ | АПУ | УПУ | БПУ | ППУ  |
| ------- | ------------- | -- | -- | ---- | ---- | ---- | ---- | --- | --- | --- | --- | ---- |
| 2015–16 | Флорида Стејт | 34 | 32 | 28.8 | .447 | .281 | .714 | 5.8 | 1.5 | 1.0 | .0  | 15.8 |
| 2016–17 | Флорида Стејт | 35 | 35 | 28.8 | .452 | .333 | .754 | 4.2 | 1.7 | 1.0 | .1  | 17.2 |
| Укупно  | Укупно        | 69 | 67 | 28.8 | .449 | .312 | .733 | 5.0 | 1.6 | 1.0 | .1  | 16.5 |

## Приватни живот
Његов млађи брат, познатији као „350Heem”, био је репер. 28. јула 2023 убијен је након журке поводом издавања његовог новог албума у Лејкланду на Флориди. На журци је као гост био присутан и Двејн. Двејн је у вези са Јутјуб звездом Ники Браун. Има децу са Мекензи Хајат.